# Нина Хартли
Ни́на Ха́ртли (англ. Nina Hartley, наст. имя — Мари́ Луи́з Ха́ртман (англ. Marie Hartman); род. 11 марта 1959, Беркли, Калифорния, США) — американская порноактриса, режиссёр, феминистка и сексуальный педагог.

## Биография
Мари Хартман родилась в еврейской семье с социалистическими взглядами, позже обратившейся в буддизм, и выросла в районе залива Сан-Франциско (Бэй-Эриа, пригороды г. Сан-Франциско). Поступила на профессиональные курсы медсестёр при Университете штата в Сан-Франциско и закончила их с отличием в 1985 году, в 26 лет. Имеет лицензию медсестры.
B 1982 году начинает вместе со своей однокурсницей работать стриптизёршей в театре «О’Фарелл» братьев Митчеллов.
В 1984 году дебютировала в порнокино — в картине Educating Nina, поставленной Джульет Андерсон. Фильм имел большой успех. С тех пор Нина Хартли стала одной из самых узнаваемых актрис в порноиндустрии. На вопрос, почему же она выбрала себе как псевдоним имя «Нина», она сказала, что Нина было намного проще выговорить японским туристам, часто посещавшим место, в котором она работала стриптизёршей. «Хартли» же она выбрала потому, что ей очень нравилась в своё время рекламирующая камеры Мэриетт Хартли на пару с Джеймсом Гарнером.
В среде порноиндустрии она известна как Баббл Бат, благодаря своей пятой точке и картинам, делавшим акцент на анальных, межрасовых и лесбийских сценах.
Политически Нина является социалисткой, хотя в последнее время обозначает себя как либералку. В 1980-х, когда она была задержана полицией в Лас-Вегасе и стала мишенью возглавляемой Андреа Дворкин борьбы с порнографией, кампанию в поддержку Нины Хартли развернула троцкистская Спартакистская лига. Как секс-позитивная феминистка, обращаясь к другим женщинам, она заявила:

«Секс — это не про то, как мужчина что-то делает с тобой. Это не про то, как он что-то забирает у тебя. Секс — это погружение в удовольствие, в котором ему так же хорошо, как и вам».
Оригинальный текст (англ.)“Sex isn’t something men do to you. It isn’t something men get out of you. Sex is something you dive into with gusto and like it every bit as much as he does.”

На 2018 год Нина Хартли снялась в 1287 порнофильмах и срежиссировала 19 порнолент.

## Личная жизнь
Нина — открытая бисексуалка. Она не религиозна и характеризует себя как атеистку.
Первый брак Нины длился с 1983 по 2000 год. С 7 июля 2003 года Хартли замужем за режиссёром порнофильмов Эрнестом Грином (род.1952). У неё нет детей, женщина страдает миомой матки. Есть восемь племянников и племянниц.

## Награды порноакадемии AVN
- 1987. Приз за лучшую женскую роль в фильме Debbie Duz Dishes.
- 1987. Приз за лучшую парную секс-сцену в фильме «Amanda By Night II».
- 1989. Приз за лучшую женскую роль второго плана в фильме Portrait of an Affair.
- 1989. Приз за лучшую парную секс-сцену в фильме Sensual Escape.
- 1991. Приз за лучшую женскую роль второго плана в фильме Last X-Rated Movie.
- 2005. Специальный приз за садомазохистскую сцену в фильме Nina Hartley’s Private Sessions 13.
- 2005. Специальный приз за порку в фильме Nina Hartley’s Guide To Spanking.
- 2009. Best Non-Sex Performance за Not Bewitched XXX[9].

### Прочие награды
- 1994. Включена в Зал славы Legends of Erotica[10].